# کورادو هرین
کورادو هرین (ایتالیایی: Corrado Hérin؛ ۴ اوت ۱۹۶۶ – ۳۱ مارس ۲۰۱۹) دوچرخه‌سوار اهل ایتالیا بود.
وی در مسابقات کشوری و بین‌المللی در مجموع برندهٔ ۴ مدال طلا، ۴ مدال نقره، ۱ مدال برنز شده‌است.